# Warner Oland
Warner Oland (właśc. Johan Verner Ölund; ur. 3 października 1879 w Bjurholm, zm. 6 sierpnia 1938 w Sztokholmie) – szwedzko-amerykański aktor filmowy i teatralny, pracujący głównie w Stanach Zjednoczonych. Najbardziej znany z roli detektywa Charlie Chana.

## Wybrana filmografia
- 1919: Lawina
- 1927: Śpiewak jazzbandu
- 1929: Zemsta doktora Fu Manchu
- 1930: Dangerous Paradise
- 1931: Zniesławiona
- 1932: Szanghaj Ekspres
- 1934: Malowana zasłona